# Planeta inferior y planeta superior

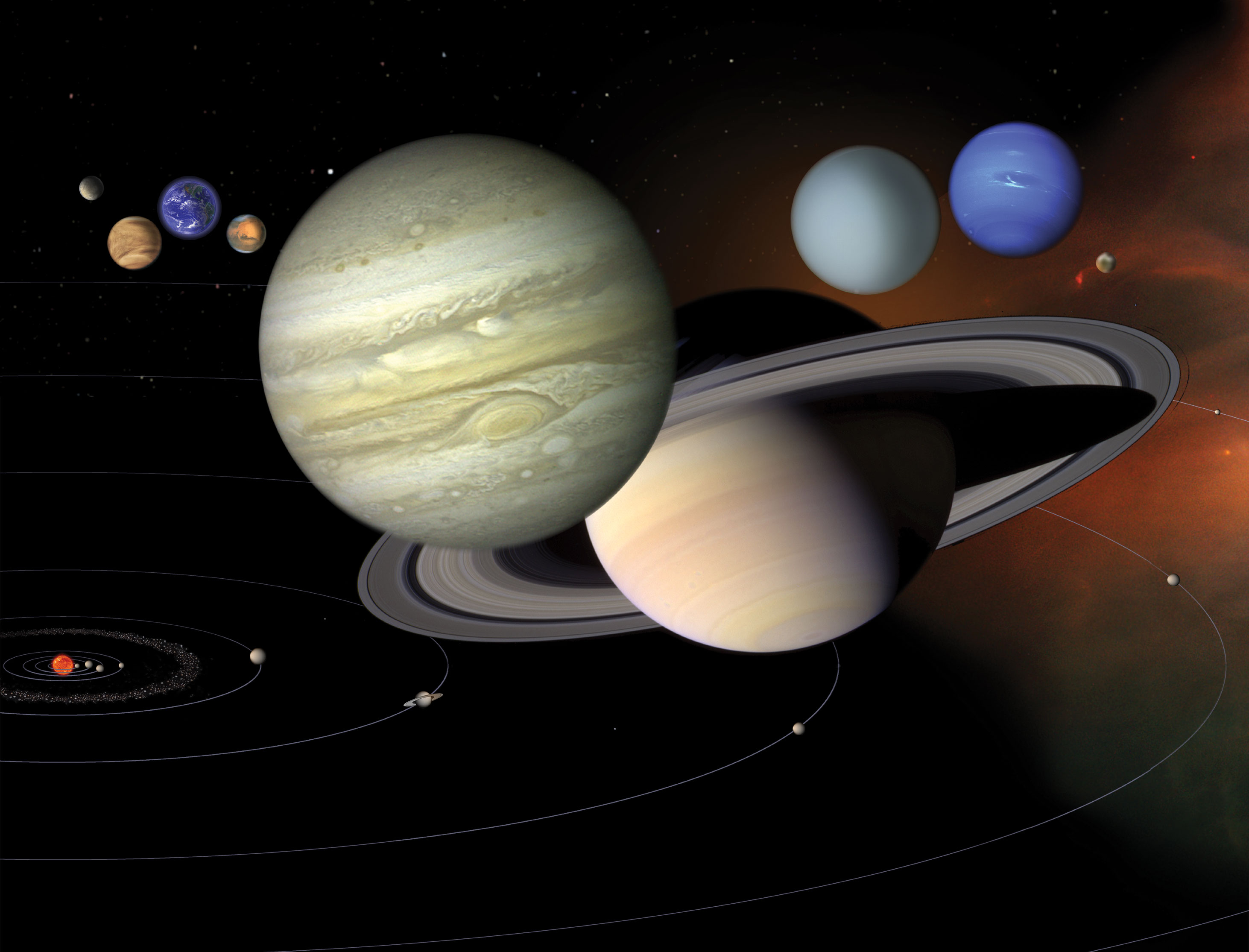
Cuerpos del sistema solar

En el Sistema Solar, se dice que un planeta es inferior con respecto a otro planeta si su órbita se encuentra dentro de la órbita del otro planeta alrededor del Sol. En esta situación, se dice que este último planeta es superior al primero. En el marco de referencia de la Tierra, en el que se utilizaron originalmente los términos, los planetas inferiores son Mercurio y Venus, mientras que los superiores son Marte, Júpiter, Saturno, Urano y Neptuno. Los planetas enanos como Ceres o Plutón y la mayoría de los asteroides son "superiores" en el sentido de que casi todos orbitan fuera de la órbita de la Tierra.
Los términos "planeta inferior" y "planeta superior" se usaron originalmente en la cosmología geocéntrica de Claudio Ptolomeo para diferenciar aquellos planetas (Mercurio y Venus) que tenían un epiciclo que estaba en línea con la Tierra y el Sol, comparado con los planetas (Marte, Júpiter, y Saturno) que no lo estaban.
Esta clasificación no tiene nada que ver con los términos “planeta interior” y “planeta exterior”, los cuales designan aquellos planetas que se encuentran dentro del cinturón de asteroides y los que están fuera respectivamente. "Planeta inferior" tampoco equivale a planeta menor (asteroide) o planeta enano.
En el siglo XVI, los términos fueron modificados por Nicolás Copérnico, que rechaza el modelo geocéntrico de Ptolomeo, distinguiendo el tamaño de la órbita en relación con la de la Tierra.
- "Planeta inferior" hace referencia a los planetas Mercurio y Venus, los cuales están más cerca del Sol que la Tierra.
- "Planeta superior" hace referencia a los planetas Marte, Júpiter, Saturn, Urano, Neptuno, y a todos los planetas menores y enanos, incluyendo a  Ceres y Plutón, los cuales están más lejos del Sol que la Tierra.

Estos términos a veces se usan de forma más general; así por ejemplo se dice que la Tierra es un planeta inferior visto desde Marte.